# Vegyész RC Kazincbarcika

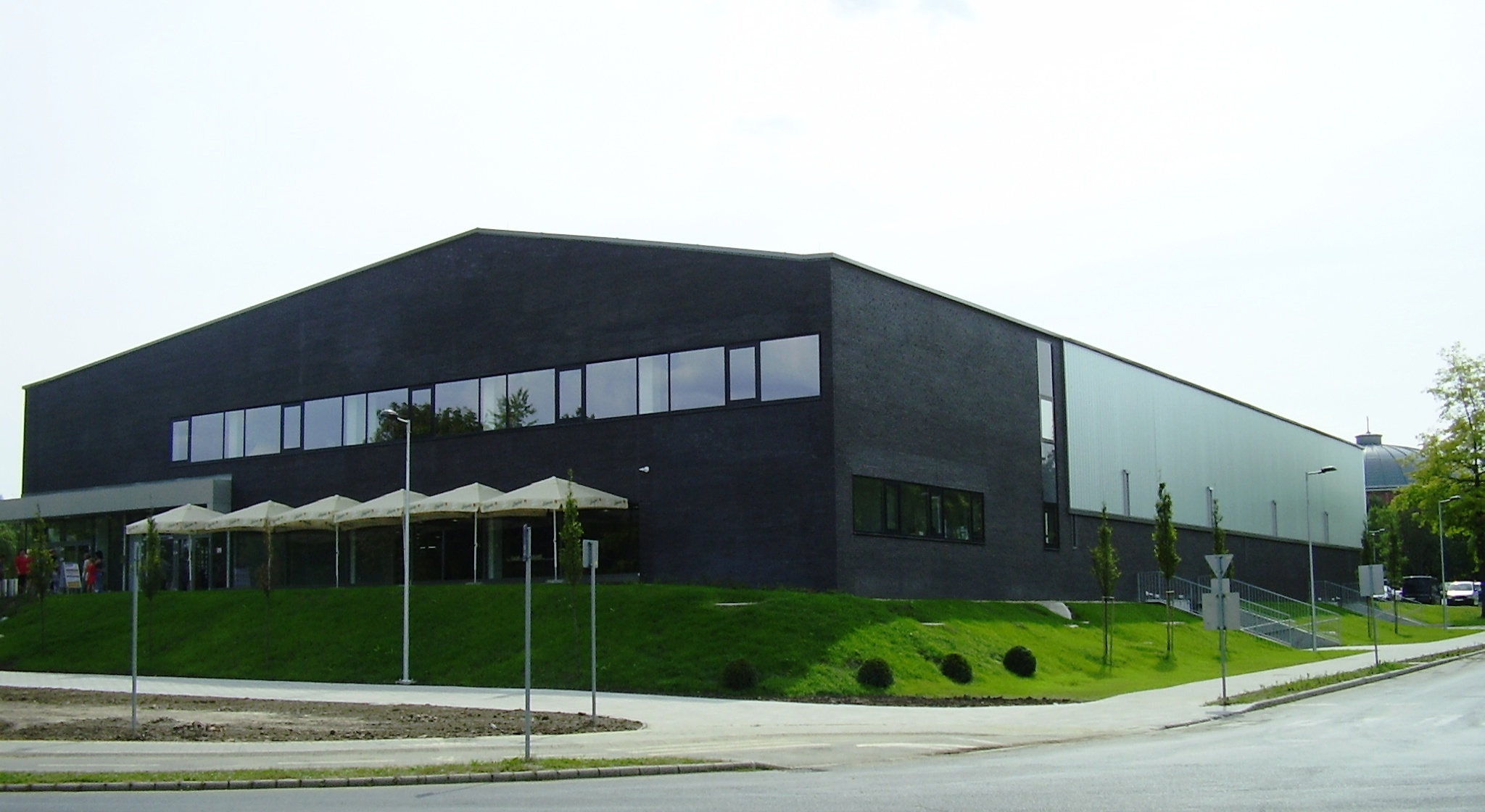
A VRCK otthona: a Don Bosco Sportközpont (2016)

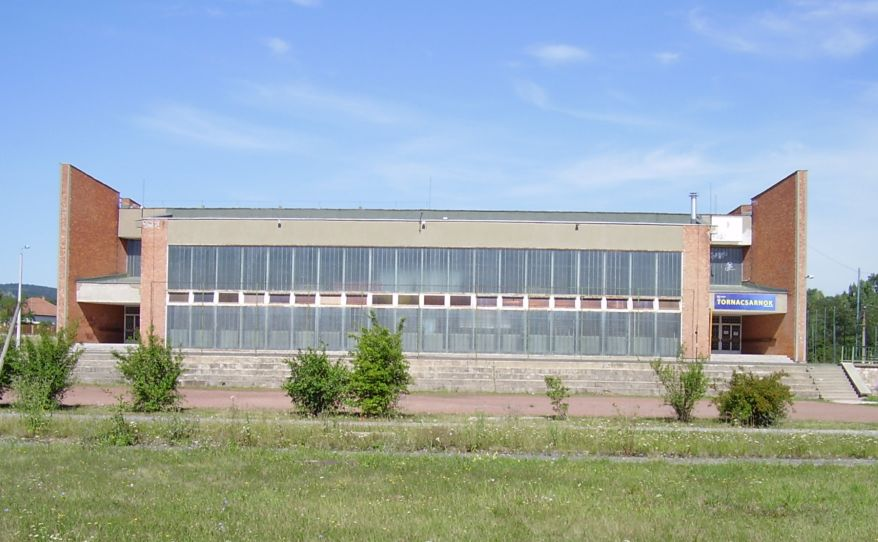
A Vegyész Röplabda Club sikereinek helyszíne 2016 nyaráig: a Városi Tornacsarnok, Kazincbarcika, Akácfa út 2.

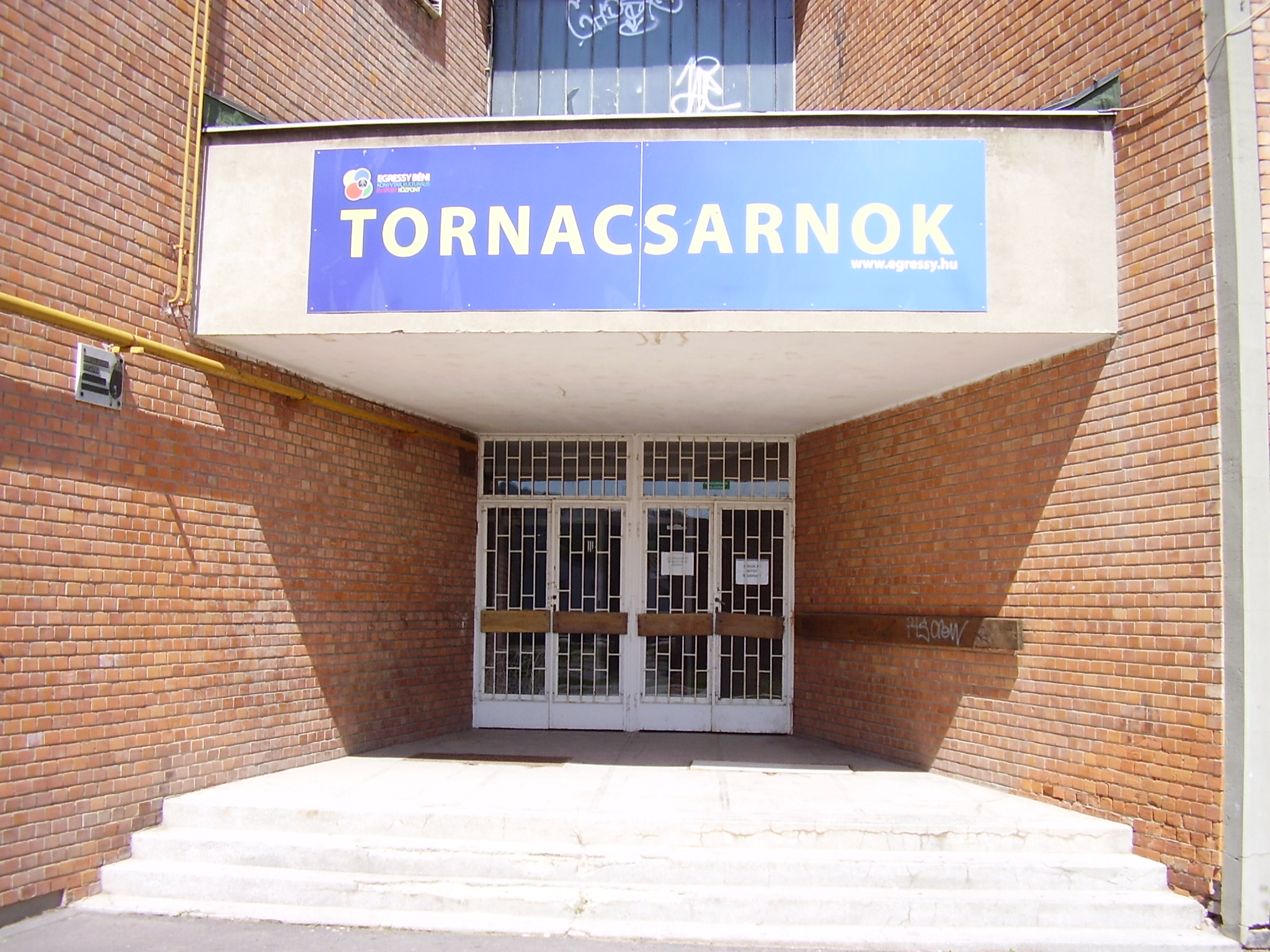
A Tornacsarnok bejárata (2012)

A VRCK (teljes nevén: Vegyész Röplabda Club Kazincbarcika) a magyar férfi röplabdabajnokság első osztályában szereplő egyik Borsod-Abaúj-Zemplén vármegyei egyesület. Ötszörös magyar bajnok (2003, 2004, 2006, 2018, 2019), háromszoros kupagyőztes (2004, 2005, 2018).

## Története

### A kezdetek
A Kazincbarcikai Vegyész Sportegyesület (KVSE) 1969-ben hozta létre a férfi röplabda szakosztályát. A megyei I. osztályú bajnokságot kétszer is megnyerték (1969-1970, 1970-1971). 1971-ben az osztályozó mérkőzéseit sikerrel vették, így jogot nyertek az NB II-es bajnokságban való induláshoz. A következő évek során a saját nevelésű játékosok szerepeltetésére folyamatosan gondot fordítottak, az utánpótlás nevelését a Kun Béla Általános Iskola, a Ságvári Endre Gimnázium és a 105. Számú Lékai János Szakközépiskola biztosította. Az Irinyi János Vegyipari Szakközépiskola tornatermében kaptak edzési lehetőségeket. Az NB II-ben több éven át a középmezőnyben szerepelt a csapat, majd az 1980-as évek elejétől dobogós helyezések következtek.
| Évek       | Kategória        | Helyezés |
| ---------- | ---------------- | -------- |
| 1969/1970. | Megyei bajnokság | 1.       |
| 1970/1971. | Megyei bajnokság | 1.       |
| 1971/1972. | NB II. osztály   | 11.      |
| 1972/1973. | NB II. osztály   | 9.       |
| 1973/1974. | NB II. osztály   | 10.      |
| 1974/1975. | NB II. osztály   | 8.       |
| 1975/1976. | NB II. osztály   | 9.       |
| 1976/1977. | NB II. osztály   | 11.      |
| 1977/1978. | NB II. osztály   | 10.      |
| 1978/1979. | NB II. osztály   | 6.       |
| 1979/1980. | NB II. osztály   | 5.       |
| 1980/1981. | NB II. osztály   | 2.       |
| 1981/1982. | NB II. osztály   | 3.       |
| 1982/1983. | NB II. osztály   | 3.       |
| 1983/1984. | NB II. osztály   | 2.       |
| 1984/1985. | NB II. osztály   | 1.       |

### Az NB I. kapujában

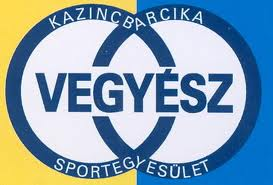
Kazincbarcikai Vegyész Sportegyesület (KVSE) jelvénye

A 194 cm átlagmagasságú, de mindössze 17 éves átlagéletkorú NB II-es csapat az 1984/1985. bajnoki idényben óriási fölénnyel nyerte meg a másodosztályú bajnokságot.
- 1. Kazincbarcikai Vegyész SE 21 győzelem, 1 vereség, 63:13 (szettarány), 42 pont.

A siker folytatásaként az NB I-be vezető úton a kecskeméti osztályozón veretlenül végeztek - 5 győzelemmel, 15:3 (játszmaaránnyal) - az első helyen, így az országos élvonalba kerültek.
- A csapat tagjai: Dudás András, Ignácz László, Hernádi István, Nagypál Ferenc, Kiss Zsolt, Tóth Tibor, Gyenes István, Simon Imre, Berkes András, Simon István, Pálinkás Attila, Tanyi István.
- Vezetőedző: Veres István
- Szakosztályvezető: Danada János
- Technikai vezető: Dovák Pál

### A Vegyész RC Kazincbarcika létrejötte
Az első NB I-es idényben az elvárás a felsőházban való megkapaszkodás volt. Ez nem sikerült, annak ellenére, hogy a barcikai csapat összesítésben 50%-os teljesítményt nyújtott (20 győzelemmel a 15. helyen végeztek). Ekkor már az országos szövetség a teremsportágak közé sorolta a röplabdát, így a barcikaiak is fedett helyen, a KVSE műanyag borítású munkacsarnokában rendezték mérkőzéseiket. A Borsodi Hőerőmű Vállalat dolgozói társadalmi munkában 400 férőhelyes ülőhelyi lelátót készítettek és szereltek fel.
Az első NB I-es szezon kieséssel végződött, de 1987 tavaszán ismét az NB II élén végzett a KVSE. A klub azonban ekkor még - különböző okok miatt - nem vállalta az első osztályt.
1988 tavaszán - Dudás András edző irányításával - újra lehetőség nyílt az NB I-es szereplésre, a csapat az NB II-ben a 2. helyen végzett, ezzel jogot szerzett az osztályozón való indulásra. Nagy meglepetésre a KVSE fiataljai ellenfeleiket sorra legyőzve újra felkerültek az országos élvonalat jelentő NB I. mezőnyébe.
Időközben átszerveződött Kazincbarcikán a város sportélete: A Kazincbarcikai Vegyész Sportegyesület (KVSE) kettévált. 1990-ben létrejött a Kazincbarcikai Sport Club (KBSC) labdarúgó és röplabda szakosztállyal, ugyanakkor megalakult a Kazincbarcikai Városi Sport Egyesület (KVSE), melyhez a többi sportág tartozott. A labdarúgókkal való "házasság" évei után, 1997 októberében megalakult az önálló Vegyész RC Kazincbarcika. A klub elnöke Kárpáti László, vezetője Danada János, technikai vezetője Dovák Pál lett. Az edzői feladatokat Dudás András látta el.

### A 2000-es évek

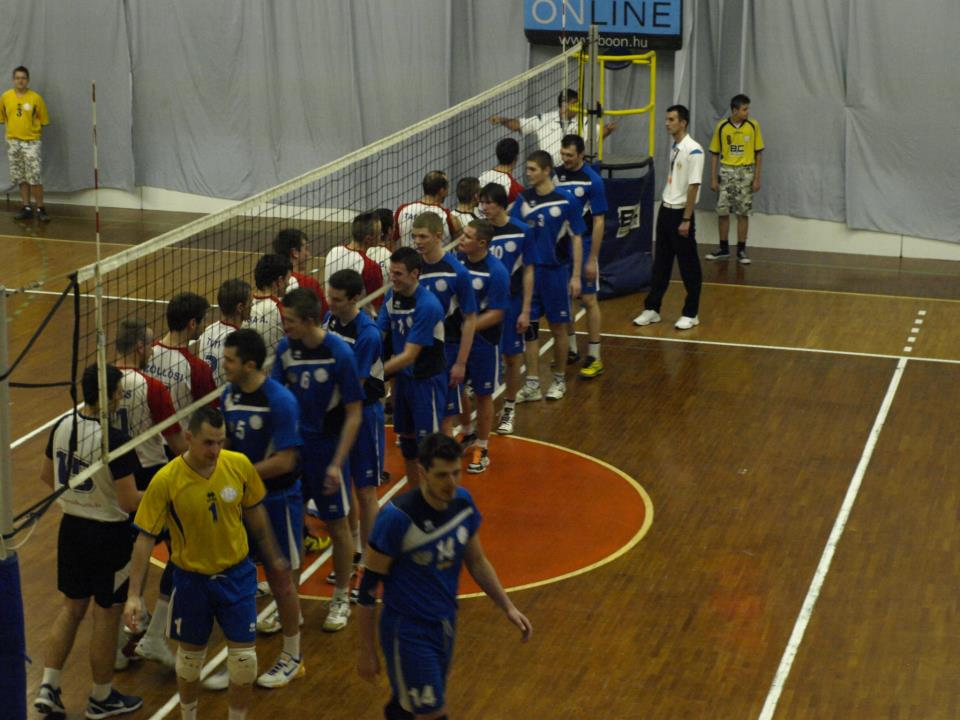
Vegyész RC Kazincbarcika - Szolnoki Főiskola RKSI (2013. január 19.)

A Magyar Röplabda Szövetség a sportág fejlődése érdekében a legjobb csapatokból összeállította az Extraligát, amelynek a VRCK is a tagja lett.
| Évek       | Kategória       | Helyezés                       |
| ---------- | --------------- | ------------------------------ |
| 1997/1998. | Extraliga       | 6.                             |
| 1998/1999. | Extraliga       | 8.                             |
| 1999/2000. | Extraliga       | 5.                             |
| 2000/2001. | Extraliga       | 4.                             |
| 2001/2002. | Extraliga       | 2.                             |
| 2002/2003. | Extraliga       | 1.                             |
| 2003/2004. | Extraliga       | 1.                             |
| 2004/2005. | Extraliga       | 2.                             |
| 2005/2006. | Extraliga       | 1.                             |
| 2006/2007. | Extraliga       | 2.                             |
| 2007/2008. | Extraliga       | 5.                             |
| 2008/2009. | NB II.          | 1.                             |
| 2009/2010. | NB I./Extraliga | 1./5.                          |
| 2010/2011. | Extraliga       | 4.                             |
| 2011/2012. | Extraliga       | 3.                             |
| 2012/2013. | Extraliga       | 5.                             |
| 2013/2014. | Extraliga       | 6.                             |
| 2014/2015. | Extraliga       | 3.                             |
| 2015/2016. | Extraliga       | 2.                             |
| 2016/2017. | Extraliga       | 3.                             |
| 2017/2018. | Extraliga       | 1.                             |
| 2018/2019. | Extraliga       | 1.                             |
| 2019/2020. | Extraliga       | Nem osztottak ki helyezéseket. |
| 2020/2021. | Extraliga       | 4.                             |
| 2021/2022. | Extraliga       | 4.                             |
| 2022/2023. | Extraliga       | 4.                             |
| 2023/2024. | Extraliga       | 5.                             |
| 2024/2025. | Extraliga       | 3.                             |

A Magyar Röplabda Szövetség (MRSZ) elnöksége utasítása alapján a versenybizottság a Vegyész RC Kazincbarcika csapatát a 2008/2009. évi bajnokságból törölte. Az ok: az egyesület vezetői a második póthatáridőre sem juttatták el hiánytalanul a nevezésüket (APEH-igazolás) az MRSZ számára. Ez akkor érintette a felnőtt, a junior és az összes utánpótlás-csapatot is.
A VRCK 2008/2009-es NB II-es bajnokságot megnyerte.
2009/2010-ben ismét az első osztályban szerepeltek, kezdetben az alsóházában, ahol az első helyen zártak. Ezután csatlakoztak a legjobbakhoz, végül pedig az ötödik pozíciót szerezték meg a szezon végén. A 2010/2011-es szezonban a 90 százalékban helyi kötődésű röplabdázók alkotta csapat a negyedik helyen végzett. Egy idénnyel később a bronzérmet a Dág KSE csapatával szemben sikerült megszerezniük. 2012 és 2014 a teljesen amatőr státuszú játékosokkal indultak a bajnokságban (5. és 6. hely).
A 2014/2015-ös idényben a helyi önkormányzat és a Donauchem is szerepet vállalt a barcikai röplabdasport fellendítésében. Georg Emmerich Antal – egy brazil-magyar kettős állampolgárságú játékos – is csatlakozott a kerethez, és Toronyai Miklós mellett Szabó Dávid is visszatért a csapatba. A bajnokságot végül a harmadik helyen zárta a VRCK, amelyből februárban Szabó Dávid Dél-Koreába, Emmerich pedig Katarba igazolt.

#### 2015-től
Dudás András helyét 2015 nyarán Toma Sándor vette át. Juhász Péter Kaposvárról, Árva Milán Kecskemétről tért haza, Banai Máté és Szabó Dávid is csatlakozott a csapathoz. A fináléba kerülésért az alapszakaszban előttük végző Kecskemétet győzték le. A döntőben a Kaposvár mindhárom találkozót 3-0-ra nyerte.
A 2016/2017-es idényben két szerb légióst igazolt a VRCK: Djordje Borovicsanyint és Nebojsza Januzovicsot. 2017 februárjában edzőváltás történt, Toma Sándort a korábbi sikeredző, Daniel Oravec váltotta. A csapat bronzérmet szerzett a bajnokságban, a MEVZA Kupában pedig – amelyben tíz év után szerepelt ismét – két győzelmet aratott. A Challenge Kupában is elindult, de a cseh Ceske Budejovice mindkétszer győzelmet aratott.
A 2017/2018-as idény alapszakaszában valamennyi mérkőzésüket megnyerték, 20 forduló alatt 20 győzelmet arattak (szettarány: 60:4). 2018. március 17-én az Érden megrendezett kupadöntőben 3:0 (21, 20, 22) arányban győztek a HÉP-Kecskeméti RC csapata ellen, és megszerezték a klub 3. kupagyőzelmét. A bajnoki rájátszásban az elődöntőben a Pénzügyőr SE ellen 3 győztes mérkőzés után (3:0, 3:2, 3:0) a döntőben a Fino Kaposvár SE következett. Négy mérkőzésre került sor: 2:3, 3:1, 3:0, 3:2. A 2017/2018-as idény bajnoka a Vegyész RC Kazincbarcika lett.
A 2018/2019-es idény alapszakaszában az A csoportban 10	mérkőzésből 10 győzelemmel (30 pont, szettarány: 30:2) az első helyen végeztek. Ezután a főcsoportban 10 mérkőzésből 9 győzelemmel és 1 vereséggel (17 pont, szettarány: 27:7) az első helyen jutottak az elődöntőbe, ahol a Kaposvárral mérkőztek meg. Az elődöntőt 3:1 arányban (3:0, 0:3, 3:1, 3:1) nyerték meg, a döntőben a Pénzügyőr SE következett. Négy mérkőzésre került sor: 3:1, 0:3, 3:0, 3:2, így a párharcot 3–1-re a Vegyész nyerte. A címvédő ötödik bajnoki címét szerezte.
2019. december 18-tól a Don Bosco Sportközpontban a Vegyész Röplabda Club fennállásának 50. évfordulója alkalmából időszakos kiállítást rendeztek.
2018 után 2019-ben is az élen zárt az Észak-Magyarország napilap és a Borsod Online hírportál Év sportolója választásán felnőtt csapat kategóriában.
A Magyar Röplabdaszövetség úgy döntött 2020. április 9-én, hogy befejezetté nyilvánítja a 2019–2020-as klubidényt. A szövetség jelezte, a teremröplabda-bajnokságokban nem osztanak ki helyezéseket.  A VRCK a bajnokság „A” jelű Főcsoportját megnyerte: 9 győzelemmel, 2 vereséggel (szettarány: 28:8), 27 ponttal. A Felsőházban 6 győzelemmel és 3 vereséggel (szettarány: 22:10) 19 ponttal a 2. helyen állt a befejezetté nyilvánítás pillanatában.
2022 márciusától a VRCK Volleyball Kft. együttműködési megállapodást kötött a Green Plan Energy Kft.-vel, amelynek értelmében a kazincbarcikai cég névadó szponzora lett a felnőtt csapatnak. A GreenPlan-VRCK néven szerepelnek az MVM Magyar Kupa döntőjében és az Extraligában is.

## A Magyar Kupában

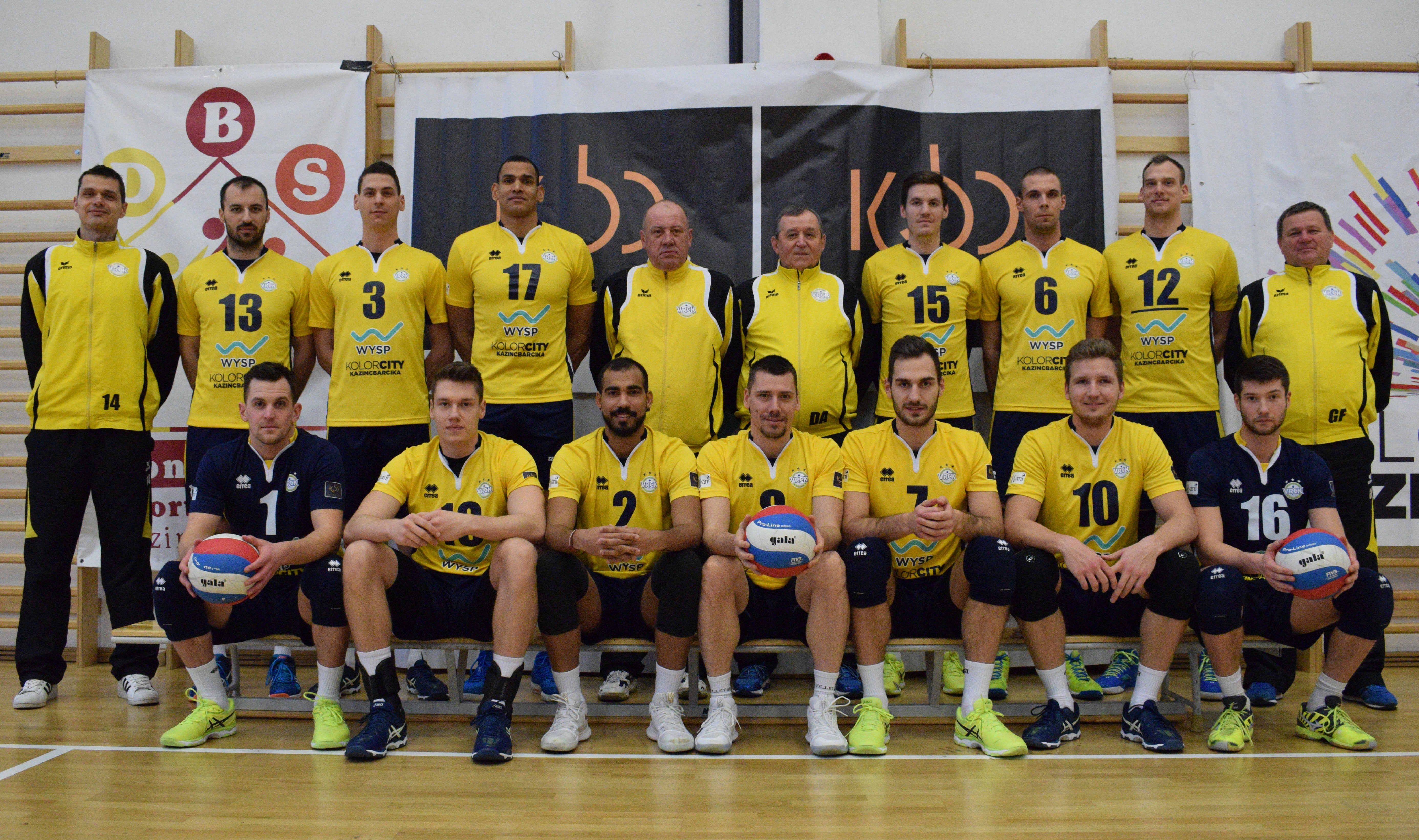
A 2018-ban bajnok és kupagyőztes csapat

- 2001: 4. hely
- 2002: 2. hely [20]
- 2003: 2. hely [21]
- 2004: 1. hely [22]
- 2005: 1. hely [23]
- 2006: 2. hely [24]
- 2007: 2. hely [25]
- 2018: 1. hely [26]
- 2019: 3. hely [27]
- 2020: 4. hely
- 2021: 3. hely [28]
- 2022: 2. hely [29]
- 2023: 4. hely[30]
- 2024: 2. hely [31]
- 2025: 2. hely

## Nemzetközi kupákban

### Élcsapatok Kupája
- 2003-ban az Élcsapatok Kupája negyedik csoportjában Lettországban szerepelt. A borsodi együttes a nyitónapon a svéd Örkelljunga ellen nyert, majd másnap a dán bajnok Holte sem jelentett akadályt Daniel Oravec csapatának. A zárónapon a magyarok a házigazda Ozolniekivel csaptak össze. A magas színvonalú mérkőzés végül a Vegyész magabiztos győzelmével zárult, amely egyben a csoportgyőzelmet is jelentette számukra.[32]

A csoport végeredménye:
| Helyezés | Csapatnév   | Mérkőzés | Győzelem | Vereség | Játszmaarány | Pontszám |
| -------- | ----------- | -------- | -------- | ------- | ------------ | -------- |
| 1.       | Vegyész RC  | 3        | 3        | -       | 9:1          | 6        |
| 2.       | Ozolnieki   | 3        | 2        | 1       | 6:5          | 4        |
| 3.       | Örkelljunga | 3        | 1        | 2       | 6:7          | 2        |
| 4.       | Holte       | 3        | -        | 3       | 1:9          | 0        |

- 2005-ben az első helyen végzett a férfi röplabdaklubok Élcsapatok Kupája észtországi csoportselejtezőjében a Vegyész RC Kazincbarcika csapata.

A macedón Gio Strumica ellen 3:0-ra (19, 21, 22), az észt ESS Pack Parnu ellen 3:1-re (22, -22, 22, 13) győztek.

### Interliga
- 2005-2006-ban az újjáélesztett[33] férfi röplabda Interligában (közép-európai bajnokságban) várakozáson felül szerepelt a Vegyész RC együttese. Az alapszakaszban a negyedik helyen végeztek és az osztrák Hypo Tirol Innsbruckkal játszottak az elődöntőben, ahol 3-1-re a Tirol nyert, és jutott a döntőbe. Mivel a továbbiakban nem terveztek bronzmérkőzést, a rendezők úgy döntöttek, hogy két bronzérmet osztanak ki, így végül a közép-európai bajnokság első új kiírását bronzéremmel zárta a Vegyész RC Kazincbarcika.

### Közép-európai Liga (MEVZA)

#### 2016/2017. - Alapszakasz
| Mérkőzések |
| --- |
| - CH Volley Ljubljana (szlovén) – Vegyész RC Kazincbarcika 3 : 0 (15, 15, 15) (2016. október 15.) - HAOK Mladost (horvát) – Vegyész RC Kazincbarcika 3 : 1 (27, -17, 15, 18) (2016. október 16.) - Vegyész RC Kazincbarcika – SK Posojilnica (osztrák) 0 : 3 (-13, -16, -14) (2017. január 14.) - Tirol Innsbruck (osztrák) – Vegyész RC Kazincbarcika 3 : 0 (14, 21, 15) (2017. január 15.) - Vegyész RC Kazincbarcika – Nitra (szlovák) 0 : 3 (-16, -14, -12) (2017. február 17.) - Vegyész RC Kazincbarcika – Myjava (szlovák) 0 : 3 (-25, -23, -18) (2017. február 19.) - Calcit Kamnik (szlovén) – Vegyész RC Kazincbarcika 1 : 3 (-24, -18, 20, -19) (2017. február 27.) - Marina Kastela (horvát) – Vegyész RC Kazincbarcika 0 : 3 (-21, -14, -18) (2017. február 28.) |

A Vegyész RC Kazincbarcika a csoport 8. helyén végzett: 8 mérkőzésből 2 győzelemmel és 6 vereséggel (7 : 19), 6 ponttal.

#### 2017/2018. - Alapszakasz
| Mérkőzések |
| --- |
| - Myjava (szlovák) – Vegyész RC Kazincbarcika 3 : 0 (24, 12, 23) (2017. szeptember 29.) - Vegyész RC Kazincbarcika – ACH Ljubljana (szlovén) 0 : 3 (-17, -14, -19) (2017. szeptember 30.) - Mladost Kastel Luksic (horvát) – Vegyész RC Kazincbarcika 0 : 3 (-18, -22, -16) (2017. október 27.) - Nitra (szlovák) – Vegyész RC Kazincbarcika 1 : 3 (-25, 23, -20, -29) (2017. október 28.) - Vegyész RC Kazincbarcika – OK Triglav Kranj (szlovén) 1 : 3 (27, -21, -22, -16) (2017. november 24.) - Vegyész RC Kazincbarcika – Union Raiffeisen Waldviertel (osztrák) 3 : 2 (16, 21, -20, -25, 19) (2017. november 26.) - KDS-sport Kosice (szlovák) – Vegyész RC Kazincbarcika 1 : 3 (-16, 22, -20, -19) (2017. december 29.) - HAOK Mladost Zagreb (horvát) – Vegyész RC Kazincbarcika 3 : 0 (21, 15, 16) (2017. december 30.) - Calcit Volley Kamnik (szlovén) – Vegyész RC Kazincbarcika 3 : 0 (20, 19, 17) (2018. január 27.) - SK Posojilnica (osztrák) – Vegyész RC Kazincbarcika 3 : 0 (19, 19, 18) (2018. január 28.) |

A Vegyész RC Kazincbarcika a csoport 8. helyén végzett: 10 mérkőzésből 4 győzelemmel és 6 vereséggel (13 : 22), 11 ponttal.

#### 2018/2019. - Alapszakasz
| Mérkőzések |
| --- |
| - HAOK Mladost Zagreb (horvát) – Vegyész RC Kazincbarcika 1 : 3 (-27, -27, 24, -15) (2018. szeptember 30.) - Vegyész RC Kazincbarcika – Calcit Volley Kamnik (szlovén) 2 : 3 (16, -22, -24, 15, -12) (2018. október 21.) - SK Posojilnica (osztrák) – Vegyész RC Kazincbarcika 1 : 3 (-22, -19, 18, -20) (2018. október 27.) - Vegyész RC Kazincbarcika – Union Raiffeisen Waldviertel (osztrák) 1 : 3 (23, -21, -22, -20) (2018. november 3.) - ACH Ljubljana (szlovén) – Vegyész RC Kazincbarcika 3 : 0 (19, 19, 14) (2018. december 12.) - Vegyész RC Kazincbarcika – HAOK Mladost Zagreb (horvát) 1 : 3 (-20, -18, 25, -23) (2018. december 16.) - Calcit Volley Kamnik (szlovén) – Vegyész RC Kazincbarcika 3 : 0 (23, 12, 19) (2019. január 23.) - Vegyész RC Kazincbarcika – SK Posojilnica (osztrák) 0 : 3 (-22, -20, -12) (2019. január 26.) - Union Raiffeisen Waldviertel (osztrák) – Vegyész RC Kazincbarcika 3 : 2 (-19, -21, 21, 22, 13) (2019. február 1.) - Vegyész RC Kazincbarcika – ACH Ljubljana (szlovén) 0 : 3 (-19, -22, -22) (2019. február 5.) |

A Vegyész RC Kazincbarcika a csoport 6. helyén végzett: 10 mérkőzésből 2 győzelemmel és 8 vereséggel (12 : 26), 8 ponttal.

### Challenge Kupa
- 2016/2017-ben a 32-es főtáblán:
  - Vegyész RC Kazincbarcika – Jihostroj Ceske Budejovice (cseh) 0–3 (-24, -17, -17)[36]
  - Jihostroj Ceske Budejovice (cseh) – Vegyész RC Kazincbarcika 3–0 (16, 12, 19)[37]

Továbbjutott a Jihostroj Ceske Budejovice kettős győzelemmel.
- 2019/2020-ban az előselejtezőben:
  - Tokat Belediye Plevne (török) – Vegyész RC Kazincbarcika 3–0 (17, 12, 16) 2019. november 13.[38]
  - Vegyész RC Kazincbarcika – Tokat Belediye Plevne (török) 2–3 (19, 25, -16, -23, -13) 2019. november 27.

Továbbjutott a Tokat Belediye Plevne kettős győzelemmel.
- 2021/2022-ben az előselejtezőben:
  - UVC Weberzeile Ried Im Innkreis (osztrák) – Vegyész RC Kazincbarcika 3–0 (22, 18, 12) 2021. november 10.
  - Vegyész RC Kazincbarcika – UVC Weberzeile Ried Im Innkreis (osztrák) 3–2 (-23, 24, 20, -22, 11) 2021. november 18.

Továbbjutott: a Ried, 5:3-as játszmaaránnyal.

## Legjobb eredmények
- Bajnok: 5x (2003, 2004, 2006, 2018, 2019)
- Ezüstérmes: 4x (2002, 2005, 2007, 2016)
- Bronzérmes: 4x (2012, 2015, 2017, 2025)
- Magyar Kupa-győztes: 3x (2004, 2005, 2018)
- Magyar Kupa-döntős: 7x (2002, 2003, 2006, 2007, 2022, 2024, 2025)

## Egyéb elismerések
- Borsod-Abaúj-Zemplén megye legjobb csapata Az év sportolója díjátadón: 2018, 2019[15]
- Borsod-Abaúj-Zemplén megye legjobb férfi csapata Az év sportolója közönségdíj szavazásán: 2022,[40] 2024[41]

## Játékosok

### Híres játékosok
| - Bencsik Zoltán - Csala Bernát - Dudás András - Imre Antal - Jánosi Gábor - Kiss Zsolt - Lehóczky Ferenc - Lehóczky László - Nagypál Ferenc - Pálinkás Attila | - Schildkraut Krisztián - Schmied Ottó - Szabó Dávid - Szántai Balázs - Szekeres Tamás - Szikszai Géza - Tomanóczy Tibor - Toronyai Miklós - Tóth Tibor - Veres Bence |

### A bajnokcsapatok tagjai
| - Bencsik Zoltán - Bunford Béla - Herich Rudolf - Jánosi Gábor - Jármi Csaba - Kárpáti Zoltán - Kiss Tamás - Kovács Zoltán - Domagoj Krinics - Lehóczky László - Vitalij Morozov - Nagypál Ferenc - Schildkraut Krisztián - Szántai Balázs - Tóth Gábor - Daniel Oravec - vezetőedző - Toma Sándor - másodedző | - Bencsik Zoltán - Csala Bernát - Jánosi Gábor - Jármi Csaba - Kárpáti Zoltán - Kovács Zoltán - Vitalij Morozov - Oleksandr Safronov - Schildkraut Krisztián - Szalai Szabolcs - Szekeres Tamás - Tomanóczy Tibor - Toronyai Miklós - Tóth Gábor - Daniel Oravec - vezetőedző - Toma Sándor - másodedző |

| - Cziczó Gábor - Csala Bernát - Fehér Tamás - Gelencsér Balázs - Kárpáti Zoltán - Kovács Zoltán - Mihail Nebotov - Pampuch Csaba - Schildkraut Krisztián - Szabó Dávid - Szalai Szabolcs - Szántai Balázs - Tomanóczy Tibor - Toronyai Miklós - Demeter György - vezetőedző - Toma Sándor - másodedző | - Árva Milán - Banai Máté - Budai Balázs - Blázsovics Péter - Dudás Tamás - Gebhardt Áron - Gebhardt Norbert - Juhász Péter - Kozsla Ádám - Mészáros Dömötör - Vlado Milev - Carlos Páez - Szabó Dávid - Toronyai Miklós - Daniel Oravec - vezetőedző - Dudás András - másodedző |

| - Árva Milán - Banai Máté - Blázsovics Péter - Dudás Tamás - Gebhardt Áron - Gebhardt Norbert - Juhász Péter - Lubos Macko - Németh Szabolcs - Carlos Páez - Szabó Dávid - Toronyai Miklós - Marián Vitko - Marek Kardos - vezetőedző - Martin Dobias - statisztikus |

## Játékoskeret
Frissítve 2022. március 17-én.
| Mezszám | Név                          | Állampolgárság     | Poszt              | Magasság/Súly | Válogatottság |
| ------- | ---------------------------- | ------------------ | ------------------ | ------------- | ------------- |
| 1.      | Dudás Tamás                  | magyar             | liberó             | 188/82        | 2             |
| 2.      | Budai Balázs                 | magyar             | liberó             | 191/84        |               |
| 3.      | Juhász Péter                 | magyar             | center             | 199/91        | 15            |
| 5.      | Rodrigo Moraes               | brazil             | center             | 199/101       |               |
| 6.      | Carlos Páez                  | magyar · venezuela | feladó             | 192/82        | 24            |
| 7.      | Caio Cesar Provenzano de Prá | brazil             | átló               | 203/105       |               |
| 8.      | Miklósi-Sikes Zétény         | magyar             | szélső ütő         | 191/85        | 14            |
| 9.      | Csizmadia Tamás              | magyar             | feladó             | 189/85        |               |
| 10.     | Blázsovics Péter             | magyar             | szélső ütő         | 194/92        | 18            |
| 11.     | Péter Benedek                | magyar             | szélső ütő         | 192/82        |               |
| 12.     | Szabó Dávid                  | magyar             | átló               | 205/104       | 26            |
| 13.     | Bibók Balázs                 | magyar             | center, átló       | 194/80        |               |
| 14.     | Péter Márton                 | magyar             | center, szélső ütő | 194/85        |               |
| 17.     | Árva Milán                   | magyar             | átló               | 199/94        |               |
| 18.     | Lukasz Ciupa                 | lengyel            | szélső ütő         | 195/94        |               |

- Elnök: Kárpáti László
- Vezetőedző: Toronyai Miklós
- Másodedző: Szabó Dávid
- Statisztikus: Martin Dobias
- Gyúró: Balázs István
- Csapatorvos: dr. Rácz Zsigmond
- Csapatmenedzser: Tóth Milán